# San Cristóbal Amoltepec
San Cristóbal Amoltepec är en kommun i Mexiko.   Den ligger i delstaten Oaxaca, i den sydöstra delen av landet, 290 km sydost om huvudstaden Mexico City.
Följande samhällen finns i San Cristóbal Amoltepec:
- Cabeza del Río
- Unión y Progreso
- Buena Vista